# かしましコミュニケーション
『かしましコミュニケーション』は、AXL（アクセル）から2010年2月26日に発売された18禁恋愛アドベンチャーゲームである。
2014年5月23日には、ジャックインザボックスが運営するウェブサイト「萌えAPP」にて、Android版の配信が開始された。
また、 2014年7月21日にはHUBLOTSからiOS版の配信も開始された

## あらすじ
城崎丈太郎は幼い頃、外国人のホームステイを受けた経験から海外の文化や外国人との交流に憧れていた。成長した彼は「異文化交流研究会」に入会する。しかしそこは、UFOやオカルトといったものが大好きな学園の変人が集まるサークルだった。二代目サークル会長になった丈太郎は彼等に巻き込まれ下働きに苦労する。まっとうなサークル活動がしたい彼は、「普通の人、求むっ！！」が口癖となる。
そんなある日、彼は迷子になった外国人の少女エストと出逢い、束の間の異文化交流に満足する。翌日エストが短期留学生として彼の通う学校へ転校してきた上、ムハール王国の王女であることが判明する。
共通ルート
エストの婚約者であるウルザが来日するなどの出来事が起きる中、エストは母親を探しに行く。
エストルート
エストの祖国・ムハール王国でクーデターが発生し、丈太郎とエストはムハール王国へ向かう。
純ルート
純は幽霊や妖怪好きにも関わらず、霊感が全くないのを悩んでいた。だが、ある時彼女は霊感を得たことで、幽霊と対話、憑依まで出来るようになった。

## 登場人物

### 異文化交流研究会メンバー
城崎 丈太郎（しろさき じょうたろう）
本編の主人公。私立緑ヶ丘学園の2年生で、異文化交流研究会の2代目会長。彼にとっての異文化は「外国」。海外に憧れているため、他教科は普通であるが、英語の成績だけは優秀。世話焼きな性格で、部内では専ら雑用兼お茶係になっている。「異文化」の名にふさわしい活動をしたいという思いとは裏腹に、奔放な部員に流されて海外とは全く関係ない活動をしているが、その性格ゆえに律儀にもそれにちゃんと付き合っている。幼い頃からホラー映画など恐怖物を見てきた為、そういった類の物は苦手(むしろ嫌っている)。
両親を中学入学のときに飛行機事故で亡くしており、現在、その保険金で生活している。現在は一人暮らしが長いため家事全般が得意で半ば趣味になっている。近所に祖父母が暮らしており、毎月生活チェックされている。
エスト・フラグレンス
声：篠原ゆみ
ムハール王国の王女で、第一王位継承権を持つ。日本が大好きで、彼女にとっての異文化は「ニッポン」である。初来日で迷子になっていたところを丈太郎に助けられる。丈太郎のクラスに短期留学生として転校してくるが、お忍びで来日しているため、自分の正体が王女であることを隠している。日本人の母を持つハーフであり、来日したのは母の消息を探るためである。
自分を助けてくれた丈太郎が所属しているため異文化交流研究会に入会し、進んで活動に参加している。丈太郎に懐いており、彼の後をついて回ることから子犬のようなイメージを周りからされてしまうことも。
とある事情から城から出る機会が少なく、世間の事をあまりにも知らなさすぎる箱入り娘。何でもすぐに信じてしまうため、丈太郎の悩みの種になりつつある。正直すぎてなんでも喋ってしまうことがあり、それで自分の正体を明かしてしまう結果となった。
適応能力は高く教えたことは大抵できるようになり、勉強にも熱心に取り組んでいる。定期テストが近いからと小学生レベルの漢字から学び始め、最後は漢字検定1級を取ってしまうほどになる。
木住野 純（きしの じゅん）
声：ヒマリ
学園の2年生。丈太郎の幼稚園からの幼馴染で、学校でもクラスメイトで同じく異文化交流研究会の一員である。成績は芳しくなく、大半が赤点。幽霊や妖怪などのオカルトが好きで、それが彼女にとっての異文化である。また、同様の理由からオカルトグッズの蒐集を趣味としている。非常に大食いで、丈太郎の家に朝夕お邪魔しては食事をたかっている。丈太郎とは中学まで交流は少なかったが、以降は彼の部屋の合鍵を所持しよく遊びに行っている。
丈太郎を異性として好意を持っており、ライバルとなる他の女性会員が美人揃いなため危機感を募らせている。また他の女性が丈太郎に好意を持とうとするのを阻止するため、彼をけなすデタラメを言ったりする。エストの発言にはとても敏感で反応しやすい。しかし、エストが天然であるため勝負にならないことは分かっていてもついつい対抗してしまう。
黒木 円（くろき まどか）
声：青山ゆかり
学園の3年生で、日本人離れした容姿を持つ。異文化交流研究会の創設者であり、丈太郎に会長の職を譲っているものの、未だ実質のトップとして君臨している。UFOや宇宙人が好きで、彼女にとっての異文化は「宇宙」である。丈太郎のことを「ジョン」と呼ぶ。丈太郎からは唯我独尊を表したような人とみなされている。一方、丈太郎の事を信頼しており、顧問の晶子より丈太郎の方が信頼度は高い。情報収集能力は高く普通では分からないような情報を引き出してくる時もある。また顔がとても広く、大抵の事のわがままはまかり通ってしまう。
性格は自由奔放で部員たちを巻き込み遊んでいるが、部員を一番大事に思っている。また英語以外にも語学が堪能で、ムハール語も喋れる。
幼い頃は自分の容姿で両親に迷惑をかけてきた為、恩返しをするべく卒業後は就職を希望している。捨て子だった自分を育ててくれた両親には感謝しており大切に思っている。
陸奥 榛名（むつ はるな）
声：如月葵
学園の1年生で、異文化交流研究会に所属している。神社の娘で、巫として修業中の身であり、霊感を有していることから純にうらやましがられている。彼女にとっての異文化が何かは明かしていない。超毒舌。毒舌家であり、裕信からは「ツンデレじゃなくツンドラ」と称されている。エリザベスも認めるほど対話誘導が上手くウルザを言い負かしたこともある。
毒舌で困る丈太郎の姿を見るとぞくぞくするらしい。普段から無表情の為か機微が分かりにくいが意味深に笑った時は何か裏がある様子。
趣味は読書とコンピューターで、いつも部室の窓際で本を読んでいる。視力が悪いため普段はコンタクトをしているが、コンピューターを操作する時には眼鏡をかける。ハッキングの腕も優秀でアングラから様々な情報を収集することが出来る。
真島 幸太（まじま こうた）
声：壬生中将
学園の2年生。幼馴染の丈太郎や純とはクラスが同じであるほか、異文化交流研究会にも所属している。彼にとっての異文化は「考古学」であり、古代文明や地底人、オーパーツが好きな遺跡マニア。海外にもよく発掘へ行き、時には発掘のために学校を休むこともあり、出席日数が危ない(本人は数えているらしいが日数を補うため宿題などが大量に出される)。乗せられやすい性格で学業も振るわず、恥ずることなく榛名やエストに勉強を教えてもらっている。
休日は発掘の資金を得るためバイトをしている。実家が精肉店兼惣菜販売店「真島ミート」で、よく揚げ物などの惣菜を丈太郎の家に差し入れに来る。無駄に声が大きく、暑苦しいため、榛名から冷たい言葉を投げつけられる。また、声の大きさが原因で失敗を犯したことも多々ある。
山川 裕信（やまかわ ひろのぶ）
声：空乃太陽
学園の1年生。異文化交流研究会の一員。彼にとっての異文化は「二次元」である。実家は銭湯「健康ランドやまかわ」。眉目秀麗な美少年で、その容姿から円に「ハンサム」という渾名を付けられるが、本人は嫌がっている。女性恐怖症である為、女性に触れるだけで鳥肌やじんましんが立ってしまい、また抱きつかれると失神してしまう。それ故、周囲から「無駄ハンサム」と呼ばれる。一方、自分の容姿に対する評価というものを自覚しているため、若干ナルシスト気味な面もある。
常に2次元の世界へ行くことを考え、世界を童貞と処女だけの世界「童貞処女王国」を作るという野望をもっている。

### サブキャラクター
エリザベス・リース
声：松田理沙
エストのメイドをしている、ムハール王国の元軍人。エストからは「エリ」、ウルザからは「ベス」と呼ばれている。エストのガードも兼任しているため、彼女に近付く者を敵視し丈太郎もその類に洩れない。異文化交流研究会の活動には参加しないが、エストを陰ながら見守っている。
ウルザ・ディスインテクグレート
声：海原エレナ
名家ディスインテクグレート家の長子で次期当主。エストの婚約者で、エストの事を真剣に愛している。ムハール王国から家出同然に国を飛び出したエストを連れ戻すために来日した。エストと同い年なのだが遅生まれ。
騎士の家系で父親は国防長官。王族だけに浮世離れしているところはあるがエストと同じように順応性は高い。男性のような格好をしているが実は女性で婚約者(ムハールでは同性婚が認められている)。
ガードナー・マスカ
声：一条和矢
ムハールの警備会社「アイギス」のエージェントである大男で、ウルザの護衛として付き従っている。ムハール王国の元軍人で、離隊後現在の職に就く。軍人時代はエリザベスの部下だったこともあり、実力は五分。依頼人であるウルザの命令で異文化研究会のメンバーと敵対するが、決して悪人ではなく、その心根は優しく、涙もろい一面もある。銃などの武器は使わず拳を武器としている。本人曰く、肉体これぞ全身武器。巨漢の為、モアイ像と表現される。しかし、体格の割に体脂肪率5%以下で他は筋肉だと本人は言う。
相原 晶子（あいはら あきこ）
声：茶谷やすら
学園の教師で、担当教科は化学。丈太郎達のクラスの担任で、異文化交流研究会の臨時顧問でもある。のんびりマイペースな性格で方向音痴。
その性格とは裏腹に自分の授業をさぼっている生徒には容赦がない。怠慢な生徒には隠し持っているハリセンでツッコミを入れる。
円に異文化交流研究会の設立を薦めた人物。
おジジ
声：事務台車
陸奥榛名の祖父で神社の神主。孫娘同様毒舌家であり、初見の者でも構わず毒を吐く。本名は不明で、「おジジ」とは榛名の呼び方によるものである。彼女は祖父と同じに見られることは嫌いらしい。
ムハール国王
声：胸肩腎
名は"ローラン三世"。ムハール王国の現国王で、エストの父。
マシャル・フラグレンス
声：紫陽花
国王の末弟で王位継承権は5位以下。エネルギー省の国務大臣。国王の推し進める国営企業の民営化および共和制移行に強く反対している。女癖が悪く大勢の愛人や娼婦を屋敷にメイドとして住まわせている。
スラン・ディスインテクグレート
声：永倉仁八
ウルザの父親。ムハール王国の国防長官を務めている。ムハール共和制の筆頭。

## 制作

### 題名
本作の題名における「かしまし」は「姦しい」に由来している。さらに「姦しい」の意味である「やかましい」には「自らの趣味に固執してあれこれ言ったり好みが難しい」という意味があることから、GOUは本作のキャラクターが持つ趣味や異文化に対する認識を示すのにふさわしいと考え、このようなタイトルにしたと、アダルトゲーム雑誌「メガストア」に掲載されたブランド5周年記念インタビューの中で説明している。
また、「コミュニケーション」という単語は、異文化交流に加え、キャラクターたちが楽しく交流する様を示すためにつけられた。

### セッティング
GOUは、インタビューの中でどのキャラクターもデザインに苦労したと話しており、特に純は方向性がなかなか見えず、決まった時は安堵したと振り返っている。

## スタッフ
- イラストレータ・原画：瀬之本久史
- シナリオ：北側寒囲
- サウンド：PELVISMUSIC inc

## 主題歌
主題歌「ほらね」
作詞：wight / 作曲・編曲：mo2 / 歌：Barbarian On The Groove feat.茶太
エスト・フラグレンスエンディング曲「Naturally」
作詞：wight / 作曲・編曲：mo2 / 歌：Barbarian On The Groove feat.真理絵
木住野純エンディング曲「ずっと一緒に」
作詞・作曲・編曲：iyuna / 歌：solfa feat.片桐烈火
黒木円エンディング曲「trust your love」
作詞：天ヶ咲麗 / 作曲・編曲：伊吹ユキヒロ / 歌：solfa feat.Rita
陸奥榛名エンディング曲「伝えたい想い」
作詞：三ツ矢 / 作曲・編曲：橋咲透 / 歌：solfa feat.iyuna

## インターネットラジオ
2010年2月12日から2010年5月7日まで、『AXLラジオ かしましコミュニケーション 異文化交流アワー!』のタイトルで音泉にて放送されていた。全13回。
- 配信日 - 2010年2月12日以降、毎週金曜日
- パーソナリティ - ヒマリ（木住野純 役）、一条和矢（ガードナー・マスカ 役）
- ゲスト - 茶谷やすら（第7回、第8回）